# Mont Somló
Le Somló est une montagne du comitat de Veszprém, dans l'ouest de la Hongrie.

## Contexte géographique et historique
C'est un volcan éteint de 431 mètres de haut. La montagne est située à 15 km à l'ouest d'Ajka dans la réserve paysagère et naturelle de Somló Tájvédelmi Körzet. Cette montagne isolée peut être vue de loin dans les plaines environnantes de la Petite Plaine Hongroise. Alors que le sommet de la montagne est densément boisé, les vignobles sur ses pentes dont ils tirent leur nom, forment la plus petite région viticole de Hongrie avec 315 hectares. Sur la montagne se trouvent les vestiges du château de Somló,.

## Découvertes archéologiques
Entre 2023 et 2025, des archéologues ont découvert sur le Somló des artefacts métalliques datant de plus de 3 000 ans, offrant de nouvelles perspectives sur la vie des communautés de l'âge du bronze et de l'âge du fer. Les découvertes ont été publiées dans un article de la revue Antiquity. Des découvertes datant du XIXe siècle indiquaient déjà l'importance du site, mais des recherches archéologiques systématiques n'étaient possibles que dans une mesure limitée jusqu'à il y a quelques années. Une équipe de fouilles a désormais découvert que le site était l'un des gisements les plus riches de matériaux de l'âge du bronze tardif (1450-800 av. J.-C.) et du début de l'âge du fer (800-450 av. J.-C.).
Cinq des six dépôts sont datés de l'âge du bronze tardif, un du début de l'âge du fer. L'état de conservation et les conditions de découverte rendent les trouvailles exceptionnelles. Les travaux ont permis de découvrir plus de 900 objets métalliques, principalement sur le plateau sud-est de la colline. On y trouve également des broches, des disques décoratifs, vraisemblablement des bijoux militaires et une rare pointe de lance de style alpin provenant du dépôt I. Deux autres dépôts (III et V) ont été enterrés dans des pots en céramique – une pratique longtemps suspectée mais non confirmée jusqu'alors pour cette période dans l'ouest de la Hongrie. Les pots ont été envoyés à l'Université de Pannonie et soumis à une tomodensitométrie (TDM) pour analyser la disposition interne des objets. Bence Soós souligne l'importance du dépôt V, qui a fourni la première preuve de gisements métalliques locaux lors de la transition de l'âge du bronze tardif au début de l'âge du fer. Outre les objets en métal, le trésor contenait des perles d'ambre, des fragments de cuir et de textile, ainsi que des défenses de porc et de sanglier, soulignant la complexité du rituel. Le peuplement continu de la colline réfute les hypothèses courantes sur les modes de peuplement de la région.
La datation typochronologique et la datation au radiocarbone de matériaux organiques tels que les ossements du dépôt I visent à fournir une chronologie plus précise de l'établissement. La disposition et la superposition des objets dans les dépôts suggèrent un modèle de comportement complexe, peut-être associé à une classe d'élite. Ceci est confirmé par des découvertes antérieures de tumulus monumentaux dans la région.